# Estadio Carta Blanca
El Parque de Béisbol Carta Blanca es un estadio de béisbol que está localizado en Ciudad Juárez, Chihuahua, México. Albergó béisbol de la Liga Mexicana de 1973 a 1984.
El estadio fue construido en 1973 bajo el nombre de Cruz Blanca con capacidad para 5,000 aficionados y fue casa de los Indios de Ciudad Juárez durante la década de los setenta y los ochenta. En 1982 los Indios se coronaron campeones de la Liga Mexicana de Béisbol. Actualmente el estadio se utiliza para la práctica del béisbol juvenil e infantil de la ciudad.